# Synnomos narangia
Synnomos narangia är en fjärilsart som beskrevs av William Schaus 1901. Synnomos narangia ingår i släktet Synnomos och familjen mätare. Inga underarter finns listade i Catalogue of Life.